# Charles Colbert de Croissy
Charles Colbert de Croissy (wym. [ʃaɾlə kɔlbɛɾ də kɾwasi]; ur. 1625 w Reims, zm. 28 lipca 1696 r. w Wersalu) – dyplomata francuski, ambasador w Anglii i Prusach. O wiele bardziej znany Jean-Baptiste Colbert był jego bratem.
Posłował do Bawarii w 1679 roku. Piastował funkcję MSZ w latach 1679–1696. Na stanowisku zastąpił go jego syn Jean-Baptiste Colbert de Torcy.